# 1492 a tudományban
Az 1492. év a tudományban és a technikában.

## Felfedezések
- október 12. – Kolumbusz partraszáll a Karib-szigeteken, azt hiszi hogy Kelet-Ázsiát érte el.
- október 28. – Kolumbusz partraszáll Kuba szigetén.
- november 14. – Kolumbusz Kristóf lehorgonyoz egy szigetcsoportnál, amelynek Kolumbusz a „Tizenegyezer szűz” nevet adja. (a jelenlegi Virgin-szigetek)

## Születések
- Adam Ries német matematikus († 1559)